# Karl Konan
Karl Konan, né le 3 juin 1995 à Cocody en Côte d'Ivoire, est un handballeur professionnel franco-ivoirien.
Il mesure 1,96 m et pèse 96 kg. Il joue au poste d'arrière gauche pour le club du Montpellier Handball,.
Le 28 janvier 2024, il devient champion d'Europe avec l'équipe de France.

## Biographie
Originaire de Cocody (Abidjan nord) en Côte d'Ivoire, Karl Konan découvre le handball dans les années 2010. En 2014, après un stage organisé à Abidjan par l'ancien international bleu Daouda Karaboué où Konan est auteur d'une prestation excellente, Karaboué l'emmène faire des stages dans les centres de formations de plusieurs clubs français dont Cesson Rennes ou Chambéry . Finalement c'est le Pays d'Aix UC qu'il intègre dans son équipe.
En 2015, Karl Konan signe son premier contrat professionnel au sein du club provençal.
Au terme du Championnat 2018-2019, il est élu meilleur défenseur de la saison.
Originaire de Côte d'Ivoire, Karl Konan choisit cependant de jouer pour l'équipe de France. Fin 2020, il est pour la première fois appelé pour effectuer un stage de préparation pour le mondial 2021. Finalement, il joue son premier match en mai 2021 face à la Grèce (46-30) lors du dernier match des qualifications pour l'Euro 2022, le banc français ayant explosé de joie quand il marque son premier but international à la 57e minute.

## Palmarès

### En sélection nationale
Championnats d'Europe
- Médaille d'or au championnat d'Europe 2024 en Allemagne

Championnats du monde
- Médaille de bronze au championnat du monde 2025

Jeux olympiques
- 8e place aux Jeux olympiques de 2024

### En club
Compétitions internationales
- Ligue européenne (C3)
  - Finaliste en 2025

Compétitions nationales
- Championnat de France
  - Deuxième en 2023
- Coupe de France
  - Vainqueur en 2025
  - Finaliste en 2023